# Roberto Fabbricini
Roberto Fabbricini (Roma, 14 luglio 1945) è un dirigente sportivo italiano.

## Biografia
Primatista e campione italiano juniores nella 4x100 a 17 anni, nel 1972 entra a far parte del CONI, del quale è dirigente dal 1984 e dirigente superiore dal 1994. Nel corso della sua carriera da dirigente è stato Segretario Generale della Federazione Italiana Hockey del 1978 al 1979 e della Federazione Italiana Atletica Leggera dal 1999 al 2001 (reggente ad interim nel 1999 e Segretario generale dal 15 maggio 2001 al 31 ottobre 2001).
Ha partecipato a 15 edizioni dei Giochi olimpici (8 estive e 7 invernali) e a 9 edizioni dei Giochi del Mediterraneo, oltre ad essere stato capo delegazione in cinque Olimpiadi. Dal 2009 al 2012 è stato direttore esecutivo della FIBS; a livello internazionale, è stato componente della Commissione Tecnica Giochi del Mediterraneo e della Commissione "Giochi Olimpici" dei Comitati Olimpici Europei. Il 19 febbraio 2013 viene nominato Segretario Generale del CONI, ruolo che ricoprirà fino al 12 marzo 2018.
Nel 2014 viene nominato come reggente del comitato regionale CONI Marche. Ha ricoperto il ruolo di Presidente di CONI Servizi SpA, oggi Sport e Salute SpA, dal 23 marzo 2018 al 9 maggio 2019.
Il 1º febbraio 2018 la Giunta del CONI, presieduta da Giovanni Malagò, nomina Fabbricini nuovo commissario straordinario della FIGC. Resta in carica fino al 22 ottobre successivo, quando viene eletto Gabriele Gravina.
Il 14 e 15 febbraio 2020, ufficializza la propria candidatura a Presidente della FIDAL, che rinnoverà le cariche federali in assemblea ordinaria il 31 gennaio 2021 a Roma.

## Controversie
Da commissario straordinario FIGC, dopo aver inizialmente respinto con forza la richiesta della Lega B di bloccare i ripescaggi per la stagione 2018-2019 sostenendo che le norme federali non consentivano una simile mossa, ha in seguito cambiato posizione facendo, per la prima volta nella storia, giocare il campionato cadetto con 19 squadre.. Questa decisione ha suscitato forti polemiche, ricorsi e denunce da parte delle squadre che erano in corsa per ottenere il ripescaggio in B  vista la mancata iscrizione di Avellino, Cesena e Bari. Pesanti critiche sono giunte anche dall'allora presidente della Serie C Gabriele Gravina, poi eletto successore di Fabbricini alla presidenza FIGC e dal Sottosegretario di Stato alla Presidenza del Consiglio dei ministri Giancarlo Giorgetti.
I ricorsi che sono seguiti da parte delle squadre coinvolte hanno fatto sì che non vi siano state partite rinviate in serie C in attesa di sentenze per la prima volta il 4 novembre. In particolare, hanno suscitato scalpore le tempistiche della decisione di annullare i ripescaggi, resa nota lo stesso giorno in cui avrebbero dovuto essere annunciati i nomi delle squadre cui era stata accolta la domanda di ripescaggio, per presentare la quale lo stesso Fabbricini meno di un mese prima aveva fissato modalità e scadenze. Con sentenza del febbraio 2020 il Consiglio di Stato ha poi respinto tali ricorsi affermando che "in termini di principio, non risulta configurabile un diritto, tutelabile in giustizia, al ripescaggio da parte delle società sportive non facenti parte dell'organico di Campionato per risultati acquisiti sul campo" e "l'ampiezza dei poteri conferiti al commissario consentiva allo stesso di adottare i provvedimenti contestati dalle società". In alcune interviste successive, però, terminato il suo incarico in FIGC, lo stesso Fabbricini, pur ribadendone la legittimità, ha parzialmente fatto ammenda delle proprie decisioni, sostenendo che non avrebbe rifatto il provvedimento sulla serie B a 19 squadre.
Ancora in qualità di commissario FIGC, molte polemiche sono state generate quando si è rifiutato di ammettere la Virtus Entella in Serie B, nonostante il Collegio di Garanzia dello Sport avesse riconosciuto il diritto della squadra di Chiavari a essere riammessa nel campionato cadetto , e abbia impugnato la sentenza soltanto dopo diversi giorni dalla sua promulgazione, peraltro rifiutando un incontro chiarificatore chiesto dal club ligure. Di nuovo contro questa decisione si sono schierati, fra gli altri, il nuovo presidente della Lega Pro Francesco Ghirelli e il Sottosegretario Giorgetti.